# Registrų centras

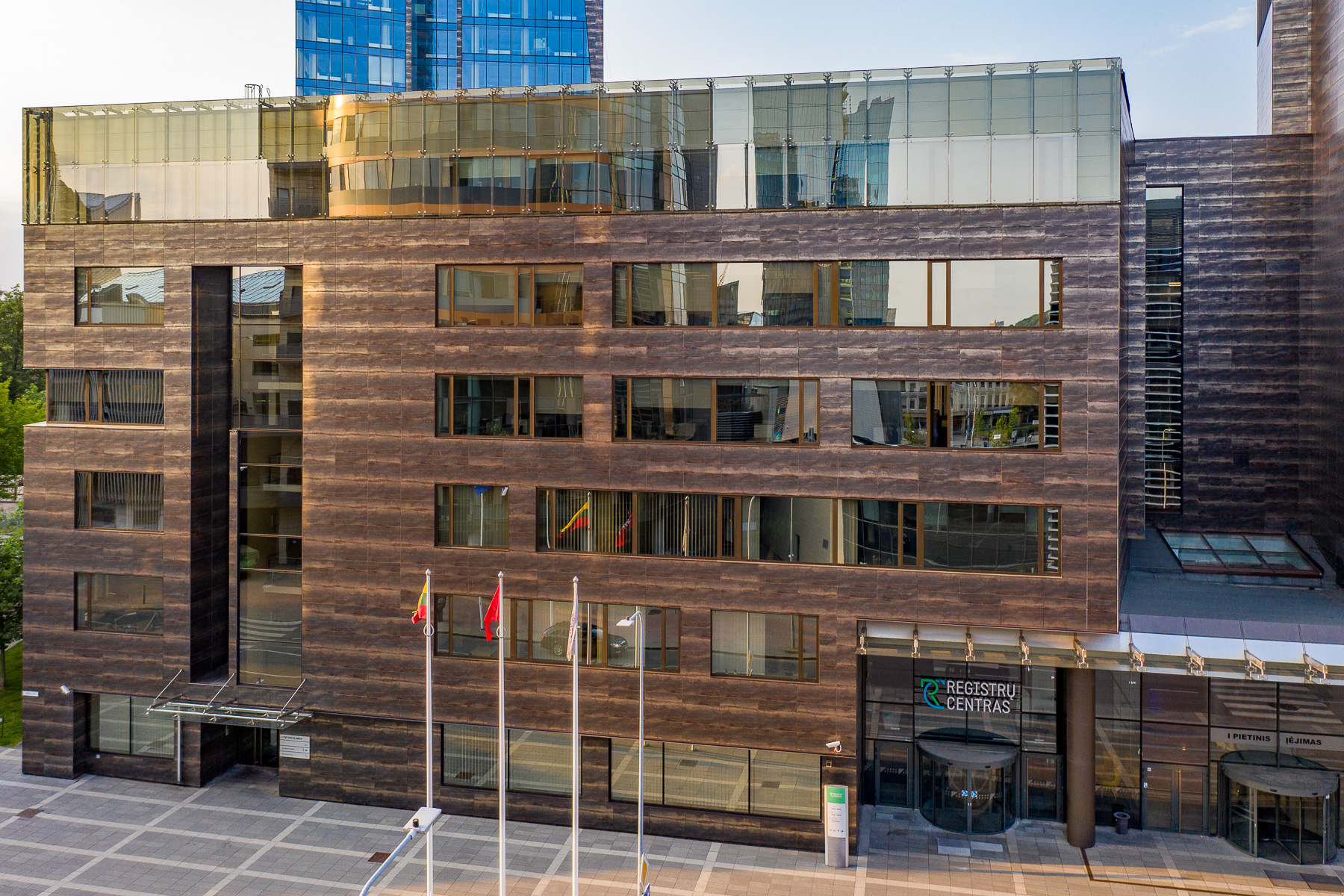
Zentrale

Registrų centras ist eines der größten (nach Mitarbeiterzahl) staatlichen Unternehmen in Litauen.  Das Unternehmen wurde am 8. Juli 1997 von Regierung Litauens gegründet. Die wichtigste Funktion ist die Verwaltung des  Registers der juristischen Personen (≈Handelsregister).  2011 beschäftigte es 1711 Mitarbeiter. Das Unternehmen hat seinen Sitz in Naujamiestis.